# Youth Periplous
Youth Periplous (chino tradicional: 青春环游记, lit. Youth Around the World), es un programa chino transmitido del 4 de mayo del 2019 hasta ahora, a través de ZJTV.
Más tarde se anunció que el programa tendría una segunda temporada, la cual fue estrenada el 6 de junio del 2020.

## Formato
El programa se basa en los viajes y en el tema "la ciudad está orgullosa de la gente" y cuenta la historia y las humanidades de diferentes ciudades, destacando la larga historia y la profundidad de la cultura china, en donde los miembros el elenco viajan junto a los invitados a dichas ciudades.

## Elenco

### Miembros actuales
| Artista         | Ocupación  | Episodios   | Duración             | Notas                  |
| --------------- | ---------- | ----------- | -------------------- | ---------------------- |
| Fan Chengcheng  | Cantante   | 1 - 9       | 2019 - presente      |                        |
| Yang Di (杨迪)  | Actor      | - 9, 11, 12 | 2020 - presente 2019 | (principal) (invitado) |
| Zhou Shen       | -          | -           | 2020 - presente      |                        |
| Jia Ling (贾玲) | Comediante | -           | 2020 - presente      |                        |

### Antiguos miembros
| Artista            | Ocupación | Episodios         | Duración  | Notas                  |
| ------------------ | --------- | ----------------- | --------- | ---------------------- |
| Wu Jinyan          | Actriz    | 1 - 12            | 2019      |                        |
| Wang Kai           | Actor     | 1 - 12            | 2019      | (principal)            |
| Wei Daxun          | Actor     | 1 - 8, 10         | 2019      |                        |
| Bai Yu             | Actor     | 1, 5 - 7, 11 - 12 | 2019      |                        |
| Lin Yun            | Actriz    | 1 - 12            | 2019      |                        |
| Hu Xianxu (胡先煦) | Actor     | 1 - 6             | 2019      |                        |
| Sha Yi (沙溢)      | Actor     | 1-2 11, 12        | 2020 2019 | (principal) (invitado) |
| Lang Lang          | -         | -                 | 2020      |                        |

### Miembros recurrentes
| Artista                 | Ocupación | Episodios | Duración |
| ----------------------- | --------- | --------- | -------- |
| Meiyang Duan (段美洋)   | -         | 1 - 12    | 2019     |
| Mingrui Song (宋铭睿)   | -         | 1 - 12    | 2019     |
| Zhang Xincheng (张新成) | Actor     | 4, 8      | 2019     |

### Invitados
| Nombre                   | Ocupación         | Episodio donde apareció | N.º de episodios | Duración |
| ------------------------ | ----------------- | ----------------------- | ---------------- | -------- |
| Jing Chao                | Actor             | 11                      | 1                | 2020     |
| Jiang Shuying            | Actriz            | 8                       | 1                | 2020     |
| Zheng Shuang             | Actriz            | 7                       | 1                | 2020     |
| Ju Jingyi                | Cantante / Actriz | 5-6, 9                  | 3                | 2020     |
| Zhang Yujian             | Actor             | 5, 9                    | 2                | 2020     |
| Ren Jialun               | Actor             | 5                       | 1                | 2020     |
| Guan Xiaotong            | Actriz            | 5                       | 1                | 2020     |
| Gina Alice               | -                 | 4, 9                    | 2                | 2020     |
| Ding Yuxi                | Actor             | 4                       | 1                | 2020     |
| Leo Wu                   | Actor             | -                       | -                | 2020     |
| Bai Jingting             | Actor             | -                       | -                | 2020     |
| Zhou Zhennan             | Actor             | -                       | -                | 2020     |
| Xiong Ziqi (Dylan Xiong) | Cantante          | 10                      | 1                | 2019     |
| Song Yi (宋轶)           | Actriz            | 10                      | 1                | 2019     |
| Guo Xiaoran (郭晓然)     | Actor             | 9, 10                   | 2                | 2019     |
| He Dujuan (何杜娟)       | Actriz            | 3, 7, 8                 | 3                | 2019     |
| Li Landi (李兰迪)        | Actriz            | 6, 8                    | 2                | 2019     |
| Jiang Mengjie            | Actriz            | 3                       | 1                | 2019     |
| Meng Jia                 | Cantante          | 3                       | 1                | 2019     |
| Zhou Yutong (周雨彤)     | Actriz            | 3                       | 1                | 2019     |
| Xu Kai                   | Actor             | 2                       | 1                | 2019     |

## Episodios
Hasta ahora el programa está conformado por 2 temporadas:
- La primera temporada está conformada por 12 episodios, los cuales fueron emitidos todos los sábados a las 8:30 del 4 de mayo del 2019 hasta el 27 de julio del 2019.[4][5]
- La segunda temporada conformada por 12 episodios, es transmitida desde el 6 de junio del 2020 hasta ahora.[6]

### Raitings
Los números en color rojo indican las calificaciones más bajas, mientras que los números en azul indican las calificaciones más altas.

### Primera temporada
| N.º | Fecha de Emisión    | Calificación (%) | Ranking |
| --- | ------------------- | ---------------- | ------- |
| 0   | 27 de abril de 2019 | -                | -       |
| 1   | 4 de mayo de 2019   | 1.006            | 2       |
| 2   | 11 de mayo de 2019  | 1.230            | 2       |
| 3   | 18 de mayo de 2019  | 1.124            | 1       |
| 4   | 25 de mayo de 2019  | 1.091            | 2       |
| 5   | 1 de junio de 2019  | 1.252            | 1       |
| 6   | 8 de junio de 2019  | 1.292            | 1       |
| 7   | 15 de junio de 2019 | 1.456            | 1       |
| 8   | 22 de junio de 2019 | 1.403            | 1       |
| 9   | 29 de junio de 2019 | 1.374            | 1       |
| 10  | 6 de julio de 2019  | -                | -       |
| 11  | julio de 2019       | -                | -       |

## Producción
El programa también es conocido como "Youth Tour", y es una variedad que explora el turismo cultural, el cual es emitido a través de Zhejiang Satellite TV.
Es dirigido por Wu Tong.